# Fortuna Wieleń
MKS Fortuna Wieleń – polski klub piłkarski z siedzibą w Wieleniu, powstały w 1923 roku. Występuje w sezonie 2024/2025 w klasie okręgowej, gr. wielkopolskiej I.

## Historia
Pierwszym instruktorem gry w piłkę nożną w Wieleniu był Leon Majewski. To on swoim osobistym zaangażowaniem zachęcił do tej dyscypliny sportowej około 30 młodych mieszkańców, którzy w kwietniu 1923 roku założyli własny klub i przyjęli nazwę Fortuna Wieleń. Pomysłodawcą nazwy był Helmut Kolmann.
W latach międzywojennych meczom piłkarskim towarzyszyły wyścigi kolarskie i biegi przełajowe. W jednym z takich biegów swoją karierę sportową rozpoczynał olimpijczyk z 1936 roku Józef Noji, którego imię nosi obecny stadion Fortuny.
Po II wojnie światowej ze względów organizacyjnych i finansowych klub reaktywowano pod patronatem Odlewni Żeliwa Ciągliwego w Drawskim Młynie, w związku z czym klub zmienił czasowo nazwę na Stal Wieleń.
W latach 1962–1963 zawieszono działalność sekcji piłki nożnej. Przerwa w rozgrywkach spowodowana była wycofaniem się z czynnego uprawiania sportu starszych zawodników oraz odejściem wielu do innego klubu. Nowo powołany zarząd reaktywował sekcję piłkarską w 1964 roku.
Największe osiągnięcia klubu sięgają sezonu 1979/80. Wówczas drużyna seniorów zajęła drugie miejsce w klasie wojewódzkiej. W tym samym sezonie awans do klasy międzywojewódzkiej uzyskała drużyna juniorów, która ze względów finansowych nie miała jednak możliwości uczestniczyć w tych rozgrywkach.
W sezonie 2022/23 w roku obchodów stulecia powstania klubu, Fortuna wygrała rozgrywki drugiej grupy pilskiej klasy A i po dwuletniej przerwie powróciła do klasy okręgowej.

## Stadion
Fortuna domowe mecze rozgrywa na Stadionie im. Józefa Noji w Wieleniu. Dane techniczne obiektu:
- pojemność: 2700 (1100 miejsc siedzących)
- oświetlenie: brak
- wymiary boiska: 104 m x 68 m

## Sukcesy
- finał okręgowego Pucharu Polski w 1979 (0:2 z Notecią Czarnków) oraz 1982 (0:3 z Lubuszaninem Trzcianka)[4]
- awans do klasy międzywojewódzkiej w 1982 roku
- awans do klasy makroregionalnej (ówczesny IV poziom rozgrywkowy) w 1997 roku

## Sezon po sezonie Fortuny Wieleń
Źródło:
| Sezon     | Liga                                  | Miejsce | Mecze | Punkty | Bramki |
| --------- | ------------------------------------- | ------- | ----- | ------ | ------ |
| 2001/2002 | IV liga, grupa wielkopolska (północ)  | 11/14   | 26    | 29     | 32-50  |
| 2002/2003 | IV liga, grupa wielkopolska (północ)  | 16/16   | 30    | 17     | 19-56  |
| 2003/2004 | Klasa okręgowa, grupa Piła            | 13/16   | 30    | 34     | 32-49  |
| 2004/2005 | Klasa okręgowa, grupa Piła            | 12/16   | 30    | 35     | 32-45  |
| 2005/2006 | Klasa okręgowa, grupa Piła            | 6/18    | 34    | 52     | 35-36  |
| 2006/2007 | Klasa okręgowa, grupa Piła            | 13/16   | 30    | 31     | 30-43  |
| 2007/2008 | Klasa okręgowa, grupa Piła            | 5/16    | 30    | 46     | 39-37  |
| 2008/2009 | Klasa okręgowa, grupa Piła            | 11/17   | 32    | 46     | 47-46  |
| 2009/2010 | Klasa okręgowa, grupa Piła            | 7/16    | 30    | 42     | 43-38  |
| 2010/2011 | Klasa okręgowa, grupa Piła            | 9/16    | 30    | 45     | 52-49  |
| 2011/2012 | Klasa okręgowa, grupa Piła            | 11/16   | 30    | 34     | 41-62  |
| 2012/2013 | Klasa okręgowa, grupa Piła            | 15/16   | 30    | 18     | 30-79  |
| 2013/2014 | Klasa A, grupa Piła I                 | 1/14    | 28    | 63     | 54-19  |
| 2014/2015 | Klasa okręgowa, grupa Piła (południe) | 8/13    | 24    | 33     | 42-47  |
| 2015/2016 | Klasa okręgowa, grupa Piła (południe) | 11/13   | 24    | 26     | 36-57  |
| 2016/2017 | Klasa okręgowa, grupa Piła (południe) | 11/13   | 24    | 23     | 35-66  |
| 2017/2018 | Klasa A, grupa Piła II                | 2/14    | 26    | 59     | 79-27  |
| 2018/2019 | Klasa okręgowa, grupa Piła (południe) | 8/16    | 30    | 41     | 69-58  |
| 2019/2020 | Klasa okręgowa, grupa wielkopolska VI | 15/16   | 15    | 8      | 22-60  |
| 2020/2021 | Klasa okręgowa, grupa wielkopolska I  | 13/17   | 32    | 28     | 57-98  |
| 2021/2022 | Klasa A, grupa wielkopolska II        | 9/14    | 26    | 30     | 37-59  |
| 2022/2023 | Klasa A, grupa wielkopolska II        | 1/14    | 26    | 61     | 96-37  |
| 2023/2024 | Klasa okręgowa, grupa: wielkopolska I | 11/16   | 30    | 34     | 48-84  |